# Günter Seeliger
Günter Seeliger, auch Günther (* 26. Juli 1906 in Berlin; † 3. oder 4. Mai 1966 in Mexiko-Stadt), war ein deutscher Diplomat, der zuletzt von 1963 bis 1966 Botschafter in Mexiko war.

## Leben
Günter Seeliger war der jüngere der beiden Söhne des deutschen Juristen und Diplomaten Arthur Seeliger (1870–1938).
Günter Seeliger absolvierte nach dem Schulbesuch ein Studium der Rechtswissenschaften und schloss 1934 seine Promotion zum Dr. jur. an der Friedrich-Alexander-Universität Erlangen mit einer Dissertation mit dem Titel Der Begriff des Standes und seine Funktionen in Volk und Staat ab. Aufgrund fehlender Mitgliedschaft in der NSDAP wurde 1933 sein Eintritt in den auswärtigen Dienst abgelehnt, so dass er eine Tätigkeit in der Privatwirtschaft aufnahm. Er war von 1938 bis 1941 Mitarbeiter der Wirtschaftsgruppe Chemische Industrie und anschließend zwischen 1941 und 1945 Beschäftigter bei der I.G. Farben.
Nach Ende des Zweiten Weltkrieges war Seeliger von 1945 bis 1946 Leiter der Abteilung Wirtschaftslenkung der Provinzialverwaltung Sachsen-Anhalt und danach von 1946 bis 1947 Leiter des Wirtschaftsstabes der Landesregierung von Thüringen, ehe er von 1947 bis 1949 Mitarbeiter der Verwaltung für Wirtschaft des Vereinigten Wirtschaftsgebiets war. Nach der Gründung der Bundesrepublik Deutschland am 23. Mai 1949 wurde er Mitarbeiter des Bundesministeriums für Wirtschaft, in dem er zuletzt bis 1954 Leiter der Unterabteilung V A (Allgemeine Fragen der Außenwirtschaft, Ein- und Ausfuhr, Zollpolitik) war. 1954 wechselte er ins Auswärtige Amt und war in diesem bis 1958 Beauftragter für Handelsvertragsverhandlungen in der Handelspolitischen Abteilung. In dieser Funktion leitete er 1954 eine Delegation für Handelsbeziehungen mit Spanien. Im Anschluss wurde er zur Kommission der Europäischen Wirtschaftsgemeinschaft (EWG) abgeordnet und war dort bis 1963 Generaldirektor für auswärtige Beziehungen. Sein dortiger Nachfolger wurde Axel Herbst, der bisherige stellvertretende Generaldirektor für auswärtige Beziehungen.
1963 kehrte Seeliger in den auswärtigen Dienst zurück und übernahm als Nachfolger von Kurt-Fritz von Graevenitz den Posten als Botschafter in Mexiko. Dieses Amt hatte er bis zu seinem Tod 1966 inne und wurde danach durch Carl August Zapp abgelöst.

## Veröffentlichung
- Der Begriff des Standes und seine Funktionen in Volk und Staat, Universität Erlangen, Düren 1934